# Priorato delle Arti
Il Priorato delle Arti (a partire dal 1458 denominato Priorato delle Libertà), anche detto Signoria, venne creato nel 1282 a Firenze. Esso era un nuovo organo composto inizialmente da tre priori (per le arti maggiori) in seguito diventati sei, eletti tra gli appartenenti alle ventuno Corporazioni delle arti e mestieri, che raggiungono così il massimo riconoscimento giuridico-politico necessario per ambire alla guida delle istituzioni cittadine; il provvedimento più significativo infatti è dato dal fatto che la partecipazione alla vita politica è vincolata all'iscrizione, inizialmente anche solo formale, ad una delle Arti Maggiori o Medie. 
In seguito il numero dei priori variò raggiungendo talvolta il numero di dodici.

## Caratteristiche
Il Priorato, insieme con il capitano del popolo, rappresentava il potere esecutivo e rappresentativo; essi convocavano i Consigli e sopraintendevano a tutti i pubblici ufficiali della repubblica. Si affianca ai Consigli già presenti nelle magistrature fiorentine con a capo un Capitano Difensore delle Arti; i suoi membri, i priori, termine peraltro già esistente ma che indicava una carica con diverse funzioni, restano in carica per soltanto due mesi e questo, oltre a consentire una certa "mobilità" tra i suoi esponenti, evita l'accentramento del potere nelle mani di una sola persona, mettendo così la città al riparo dall'avvento di un tiranno.
Questi magistrati nel periodo della loro elezione risiedevano presso il palazzo a loro destinato, inizialmente la torre della Castagna in seguito il Palazzo del Bargello, dal comune, ove erano mantenuti a spese dell'erario e da cui non si potevano allontanare se non per gravi motivi di stato. Inoltre era loro proibito di comunicare con chiunque al di fuori delle pubbliche udienze. La loro elezione a scrutinio segreto in San Pier Scheraggio veniva effettuata dai precedenti priori insieme ai capi delle arti e ad alcuni magistrati scelti da ogni sestiere. Nel 1293 ad opera di Giano Della Bella venne approvata una legge, gli Ordinamenti di giustizia, per cui per essere eletti al priorato non bastava essere formalmente iscritti a un'Arte ma bisognava anche esercitarla realmente; fu quindi creato un elenco di famiglie nobili escluse dalle cariche pubbliche e insieme ad esso la figura del Gonfaloniere di Giustizia che doveva risiedere insieme ai priori con l'incarico di far rispettare gli ordinamenti.
Il governo del Priorato, che aveva grandi poteri sia decisionali che esecutivi, decreta il successo delle Corporazioni maggiori, soprattutto quella dell'Arte della Lana e dell'Arte dei Giudici e dei Notai; bisogna del resto tenere presente, che sia il Governo del Primo Popolo che quello del Priorato, pur allargando la base sociale rispetto al vecchio comune aristocratico, è monopolizzato sia dal popolo grasso che dalle famiglie magnatizie ormai molto vicine tra loro; le Arti Medie ottennero di fatto la propria rappresentanza nei Consigli solo nel 1285, mentre le Arti Minori dovettero accontentarsi di funzioni alquanto ristrette qualche anno più tardi; le maggiori casate di origine mercantile infatti si erano lentamente inserite nell'antica aristocrazia feudale, assimilandone le caratteristiche, mentre le altre appartenenti al popolo grasso avevano preferito non discostarsi troppo dalla moltitudine degli artigiani e dei commercianti più modesti ma molto numerosi in città.
Il simbolo del Priorato era uno scudo «d'azzurro, alla parola Libertas d'oro posta in banda» quale oggi si può vedere nel secondo e terzo quarto dello stemma di Bologna. Questo vessillo fu alla base del cambio del nome avvenuto nel 1458.